# (34750) 2001 QB97
2001 QB97 (asteroide 34750) é um asteroide da cintura principal. Possui uma excentricidade de 0.09781190 e uma inclinação de 10.81458º.
Este asteroide foi descoberto no dia 17 de agosto de 2001 por LINEAR em Socorro.